# لئونیداس یکم
لئونیداس یکم (به یونانی: Λεωνίδης Α´)، پادشاه اسپارت (از ۴۹۰ تا ۴۸۰ پیش از میلاد) و پسر آناکساندرید دوم پادشاه اسپارت بود. لئونیداس در لغت به معنای «فرزند شیر» است. وی نسب خود را به هرکول (پهلوان داستانی یونانی‌ها که پس از مرگش او را نیمه خدا خواندند) می‌رسانید. او در اسپارت به‌طور ناگهانی شاه شد، گرچه دو برادر بزرگ‌تر از خود داشت؛ ولی چون اُمن (برادر وی) مرد و پسری از خود نداشت و دُریه (برادر دیگر) نیز در سیسیل فوت کرد پادشاهی به وی رسید. لئونیداس یکم را به خاطر رهبری نبرد ترموپیل می‌شناسند که با داستان سرایی ها و افسانه هایی درباره وی همراه شده است.در نهایت وی در نبرد ترموپیل توسط سربازان شاهنشاهی هخامنشی کشته شد. همچنین سر او را قطع کرده و بر سر نیزه کردند و نزد خشایارشا فرستادند.